# 颱風派比安 (2006年)
颱風派比安（英語：Typhoon Prapiroon，國際編號：0606，聯合颱風警報中心：07W，菲律賓大氣地球物理和天文服務管理局：Henry）為2006年太平洋颱風季第6個被命名的熱帶氣旋。「派比安」一名由泰國提供，是泰國神話中的雨神。

## 發展過程
熱帶低氣壓07W於7月31日下午在菲律賓以東的太平洋海面上生成，向西移動並穿過菲律賓北部。吹襲菲律賓後於8月1日進入南中國海，其後增強為熱帶風暴並命名為「派比安」。進入南中國海後派比安向西北偏西移動，在8月3日轉向西北移動，在廣東西部登陸后进入广西境内。至5日凌晨減弱為低壓區並移至雲南與越南。
其後，於日本氣象廳所發佈的最佳路徑中，日本氣象廳把派比安的風速下調為65節，氣壓上調至970hPa。

## 影響

### 菲律賓
派比安掠過菲律賓北部，至少6人死亡，2人失蹤。當中2人死於閃電，3人在暴雨引起的洪水中溺死，狂風刮倒大樹砸死1人。
派比安為菲律賓帶來豪雨，導致菲律賓中部四省243座村莊因大雨變成澤國，至8月2日呂宋島北部至少有5個城鎮大水未退。據社會福利部中呂宋分部報告，約33萬人因漲水而撤離家園，11棟房屋被強風或土石流完全摧毀。而首都馬尼拉除天陰偶有微雨之外，沒有受到颱風太大影響。

### 中國大陸

#### 海南
海南省是最先受到颱風環流影響的省份。按原來移動途徑預計颱風在此登陸。後來由於副高轉弱，颱風路徑北移，最後只在文昌附近掠過。 
8月2日8時到4日下午5時，海南省大部分地區的降雨量超過50毫米，其中瓊海、臨高、儋州、白沙、屯昌、澄邁、定安、海口、萬寧、五指山10市縣降雨量超過100毫米，其中瓊海、臨高超過200毫米，臨高降雨量最高達222.9毫米。豪雨亦令海口市區有積水現象；而8月3日夜晚一直持續到8月4日中午時的暴雨，使臨城、調樓、波蓮等3鎮3800多人受淹，受災群眾被安全轉移。
交通方面，8月2日16時30分，瓊州海峽全面封航；3日至4日，從海口美蘭機場起飛的多個航班被迫取消或調整起飛時間。瓊州海峽停航期間，有500台車輛滯停在雷州半島海安港等候渡海，旅客約滯留1500人。至4日晚上粵海鐵路旅客列車恢復運營。5日上午瓊州海峽間交通全面復航，海口─廣州、海口─北海航線恢復，海口美蘭機場和三亞鳳凰機場5日上午恢復正常。

#### 廣東

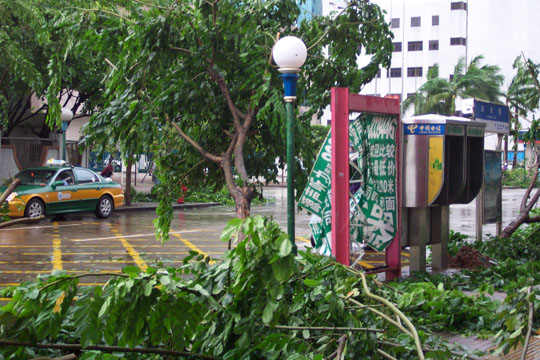
派比安吹袭后的广东中山街头一片狼藉

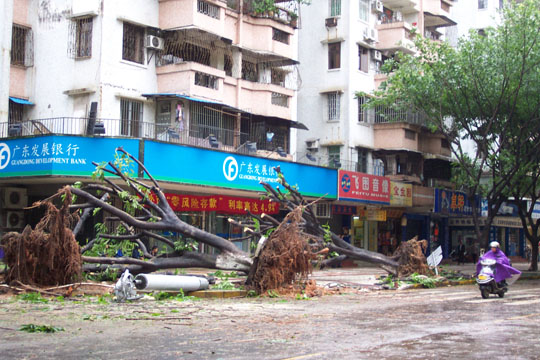
派比安吹袭后的广东中山街头，大树连根拔起，支干和树叶已被环卫工人清理干净

當地發佈之最高颱風預警信號： 颱風紅色預警信號
派比安以中心風力130公里每小時的強度於8月3日晚上7時20分在陽西至電白一帶登陸，登陆时中心附近最大风力12级。受風暴影響，全省共12个市县发布台风红色预警信号，3个市县发布台风橙色预警信号，10个市县发布台风黄色预警信号，29个市县发布暴雨黄色预警信号，14个市县发布暴雨橙色预警信号，2个市县区发布暴雨红色预警信号。沿海岛屿已出现8-11级的大风，其中上川岛、斗门录得最大阵风42米每秒（相当于14级）；受台风外围雨带影响，阳江、江门、中山、珠海、深圳、东莞、惠州、汕尾普降暴雨到大暴雨，其他地方也出现了大雨到暴雨，其中江門台山、恩平和陽江陽春降雨最大。
據省三防辦公室截至8月7日統計全省已造成42人死亡（另10人死於8月4日之龍捲風災害，三防辦沒有列入風災死亡數字），9人失蹤；44個縣（區）409個鎮（街道）共455.4萬人受災，倒塌房屋9000多間，直接經濟總損失60.16億元。
對外航空交通方面：3日開始从广州飞往湛江、香港等地5航班取消，50班航班延误，至翌日恢復正常。公路方面：8月3日到4日，省內的陽江、肇慶、江門、惠州、雲浮等市共有33條國省道因塌方或水浸而交通中斷。而8月3日停駛的廣州至海口（K407/8次）列車已於8月4日中午1點恢復營運。
另外，8月2號下午5點多在深圳曾出現短暫的飄霰現象。

##### 龍捲風
8月4日上午與下午，在颱風過後雨帶影響範圍內的廣東南海與三水曾出現兩股龍捲風；龍捲風目前至少已造成9人死亡、8人失蹤、過百人受傷，其中南海西樵、大瀝目前統計為6人死亡，三水白坭死亡3人。
8月4日上午，一股龍捲風從南海西樵鎮崇南村向丹灶鎮方向掃過，波及其途經的8個村並吹向三水白坭鎮，初步統計已有3人死亡，37人受傷，83間房屋倒塌。丹灶鎮政府樓下廣場的停車場眾多汽車也被捲起掀翻並拋至距離其泊位近10米遠處。
下午3時30分左右，南海大瀝鎮高邊村一所鋁材廠、顏峰大道兩旁廠房及太平村白界、西村村民小組共十多間廠房被龍捲風吹襲，廠房揭頂，部分牆壁倒塌；由於事故發生時車間後門上鎖 （页面存档备份，存于），工人無法及時逃生，逾80名工人被砸傷，其中8人重傷，鋁材廠6名工人死亡。
西樵官山以北在龍捲風出現前隨後出現山體滑坡。截至8月5日晚11點，造成6人死亡2人失蹤，另有3人在洪流及泥石流中喪生。

#### 廣西
當地發佈之最高颱風預警信號： 颱風黃色預警信號
派比安於8月4日凌晨3時從玉林市博白縣進入廣西境內，並在8月4日下午15時進入南寧市邕寧區境內。一小時後氣象部門解除颱風黃色預警信號。8月5日15時25分更改暴雨預警信號，由紅色改發為黃色，至同日22時10分取消所有信號。低壓區的中心至8月6日早上離開廣西。
據自治區民政廳截至8月7日21時統計，因災死亡人數為30人，3人失蹤。風暴過後廣西境內仍廣泛下暴雨，在8月4日14時～5日14時間錄得廣西合浦309毫米、北海164毫米、橫縣129毫米、容縣100毫米。
早上7時在南宁市横县橫州鎮鹿鳴村一幢民房因大雨發生山體滑坡，造成3死1傷，同地的六蘭水庫在4日晚11點出洪水深1.9米，出洪流量達509.4立方米每秒，使排洪道中段底板被沖毀，溢洪道下游河岸防洪堤被沖毀15米；雲表水庫出洪水深2.15米，有洩漏現象，至5日中午已開始下降。同日凌晨3時20分來賓市興賓區鳳凰鎮一承包林場發生山洪，13名外地民工被沖走，已發現6具屍體、1人失蹤，其餘6人獲救。因暴雨關係，同日廣西南流江常樂站、北流河金雞站都出現洪峰並超過警戒水位。同日晚9時許，上林縣西燕鎮寨鹿村新潮屯發生公路邊坡發生滑坡，9戶村民共47間房子倒塌，埋下19名村民。拯後13名村民輕傷，1人重傷，翌日晨挖出剩餘5人時已證實死亡。
另全區71個縣共570.6萬人受災，緊急轉移38萬7941人；倒塌房屋16670間，其中倒塌居民住房5230戶11055間，損壞房屋50609間；直接經濟損失20.32億圓（農業佔10.11億圓，南寧市佔1.275億圓），對全區工農業經濟產生巨大影響，造成剛剛插上的大面積水稻與甘蔗、香蕉等本區經濟作物倒伏絕收，絕收面積27300公頃。

#### 雲南
派比安相關雨帶8月7日移至廣西與雲南邊界之文山壯族苗族自治州富寧縣，3萬餘人不同程度受災，一名4歲男孩被倒塌房屋壓死，另一名7歲女孩受傷；323國道富寧縣、廣南縣境內多處塌方中斷。

### 香港
當地發出之最高熱帶氣旋警告信號： 三號強風信號
香港天文台於8月1日下午12時10分發出一號戒備信號，當時派比安集結在香港之東南約710公里。天文台在8月2日下午4時20分發出三號強風信號，當時派比安集結在香港以南約370公里，增強為颱風。
香港於8月2日下午天氣轉差，多雲，有狂風驟雨，並有東北強風。近海的測風站及多個新市鎮（青衣、西貢及赤柱）及高地陣風時達烈風程度。於8月3日日出後至午夜前香港普遍吹東南烈風，離岸吹暴風，高地更吹颶風。離島長洲的持續風力間中超過每小時100公里，達暴風程度，於葵涌貨櫃碼頭就曾錄得陣風達每小時103公里，於維港的青洲錄得陣風每小時193公里，而於大嶼山昂坪更錄得最高持續風速達每小時170公里，達颶風程度，陣風每小時217公里（風速儀損毀前），錄得2.71米的風暴潮。然而天文台未有發出八號烈風或暴風信號，引起廣泛爭議。根據香港天文台官方報告，派比安在當日下午2時最接近香港，在香港之西南約260公里掠過。但其他國家氣象部門發佈的路徑圖顯示派比安在香港西南約250公里處掠過。
隨著派比安登陸並逐漸遠離香港，香港天文台於8月4日凌晨5時40分改發一號戒備信號。由於風勢減弱，天文台在同日下午3時40分取消所有熱帶氣旋警告信號。

#### 破壞
派比安之外圍雨帶在8月2日下午開始影響香港，香港多處地方下起大雨（最高降雨量為207.5毫米）並普遍刮起烈風，共發生630宗樹木倒塌意外、5宗水浸及2宗山泥傾瀉報告，九龍及新界多處有棚架、招牌吹倒。葵涌四號貨櫃碼頭有18個貨櫃被強風吹倒，壓毀兩輛貨櫃車，其中1名貨櫃車司機受輕傷。
另外，在烈風影響下，香港的海、陸、空交通均受影響。
- 陸路交通方面，由於出現塌樹及物件墮街使道路交通受阻，多處出現交通擠塞。運輸署於8月2日晚上7時45分起禁止電單車及車身高於1.6米之車輛使用青嶼幹線上層、汀九橋及禁止使用馬灣路進出馬灣，受影響車輛須改經屯門公路，引致該公路嚴重擠塞。馬灣巴士於8月3日早上7時50分起停駛；至8月4日早上7時15分，運輸署重新開放青嶼幹線上層及汀九橋。
- 而塌樹亦影響九廣東鐵（現東鐵綫）之運作，列車於8月3日四度受阻。

1. 凌晨5時49分，大學站以北之南行路軌被風吹斷的樹枝壓中，共三班列車受阻。
2. 早上7時半，粉嶺站突然停電，使站內售票機、入閘機及扶手電梯暫停服務十多秒，期間閘機附近一度出現擁擠，九鐵懷疑事故與天氣不穩使電力系統受影響。
3. 上午9時37分，粉嶺站以北近粉嶺泳池附近，一條架空電纜被倒塌的大樹所壓著而起火，幸因大雨而熄滅。但來往大埔墟站至羅湖站間的列車暫停服務；而大埔墟站往來尖東站列車只能維持每8分鐘一班。大埔至羅湖各站月台上一度有過千乘客等候列車，期間九鐵一度安排接駁巴士以疏導乘客，至10時22分全線恢復正常。
4. 下午約5時，粉嶺站以南路軌亦被風吹斷的樹枝壓中，南行列車需慢駛，搶修20分鐘後才恢復正常。

- 海上交通方面，香港境內多條來往離島的航線至8月3日上午陸續停航，香港往來澳門及珠江三角洲航班因澳門懸掛八號風球及各市發出颱風預警訊號而停航，至翌日上午恢復正常。貨櫃碼頭方面，各營辦商由8月2日晚上至8月4日清晨暫停「吉櫃」（無載貨之貨櫃）交收，而「重櫃」（已載貨的貨櫃）如常交收。
- 航空方面，香港國際機場所有航班停航或延誤。當天有381班航班取消、725班航班延誤[6]，引發近12萬旅客在香港機場滯留[9]。

職業訓練局屬下的所有弱能人士技能訓練中心於8月2日晚上及翌日全日暫停上課。而教統局亦依例於8月3日早上宣佈所有幼稚園、弱能兒童及弱智兒童學校停課，翌日恢復正常。由於當日正值暑假，一般學生不用上課。但教統局並未有要求學校停止當日所有課外活動，此外香港公開大學在當日的考試如期舉行；社會福利署於8月3日早上勸諭市民勿帶子女或家人返回幼兒中心、長者服務中心、日間康復服務單位等社區服務設施，但該等設施仍於颱風襲港期間繼續開放予有需要人士。
娛樂活動方面取消的包括：8月3日早上於金紫荊廣場的升旗儀式、同日晚上於尖沙咀鐘樓旁舉行的「光影水躍」多媒體水幕匯演、8月2日及翌日晚上幻彩詠香江鐳射燈光音樂匯演。此外香港迪士尼樂園指由於園內風力持續強勁，基於安全理由，樂園於8月3日下午5時20分起關閉「探險世界」、「幻想世界」及「明日世界」園區，而「美國小鎮大街」則開放至當晚8時，翌日恢復正常。

#### 旅客滯留機場
由於派比安在8月3日早上突然改以偏北方向移動，引致香港國際機場吹東南烈風，情況較香港天文台原先預計的嚴重，天文台高級科學主任宋文娟指出，由於赤鱲角較接近當時的颱風中心，側風達50浬（92公里每小時），令飛機難以安全升降。而由8月3日凌晨至晚上6時，天文台接獲最少28宗飛行員遇到風切變或湍流報告，故天文台需於8月3日早上發出相關警告。航空公司因此均先後宣佈取消往返香港國際機場之航班。其中港龍、華航及長榮均宣佈取消當天下午至晚上台灣往返香港之航班，而國泰停航時間更長至香港時間8月4日上午9時。另外多家境外航空公司亦因烈風關係而將航班延遲甚至取消。
8月3日全日有超過620班航機受影響，包括158班航機延誤，303班航機取消及98班航機需轉飛其他地區，僅200多班航機可如期升降，影響旅客達11萬人次。機場陣風不但高達110公里，還起碼遭遇28次風切變及湍流的衝擊，令飛機不能降落，亦不能起飛。
香港機場管理局表示，在8月3日的620班航班中，有559班航機受影響。其中303班需要取消；158班需延遲；另有99班需轉飛至其他地方，而全日只有227個航班可以起降。連日來滯留在機場的旅客近12萬人，乃香港國際機場啟用以來影響最大事故（舊記錄是颱風尤特）。至8月6日傍晚表示，5日共有811班航機升降，逾16萬名旅客離境及抵港，與最繁忙日子相若，並創下單日最高客運紀錄；表示機場運作已回復正常。

#### 天文台受猛烈批評及嚴厲譴責
從8月3日早上，不少人在網上各論壇及網誌就香港天文台信號發放標準、風暴中心定位問題等表示強烈不滿。不少市民利用拍攝所在地的環境，並透過網上媒體分享網站發放。一段攝於尖沙咀天星碼頭的新聞片段，可見碼頭的資源回收箱被烈風吹至倒在地上滑行，一位女途人被其撞至跌倒，然後要抱著旗桿以免自己被吹走，情況驚險。香港地下天文台網主和香港天文台前學術主任方志剛在當日早上7時在個人網誌發表文章《你知道天文台欺騙了你嗎？》質疑天文台為避免在上班時間發出八號信號，隱瞞事實欺騙市民，置市民生死於不顧。對信號發放的決定和颱風定位不準，根據當日雷達顯示，風眼中心約在香港西南偏南約250-260公里，而不是天文台聲稱的280公里，更有超過10萬人次瀏覽，為當時新浪博客瀏覽人次的第一位。而就此方志剛綜合意見向傳媒表達大眾不滿。當日天文台署理高級科學主任宋文娟在機場的記者會上回應指，當日烈風集中在香港西面（事實上香港南面的離岸及高地，如橫瀾島及赤柱亦有錄得烈風，而維港在記者會期間錄得烈風），而維港內的啟德自動氣象站曾短暫錄得烈風程度最高10分鐘平均風速，仍未達發出八號信號標準。結果天文台在廣泛地區受烈風影響的情況下，仍堅持只維持三號信號的決定，拒絕發出八號信號，與鄰近澳門地球物理暨氣象局果斷懸掛八號東南風球形成強烈對比。據天文台雷達及澳門氣象局資料，天文台公布的每小時位置比實際位置相差約30公里，但天文台未有就有關颱風公布位置與實際不一的指責回應。
根據天文台公佈的資料，今次派比安帶來的風力比過去10年的八號信號甚至部份九號信號都高，對上一次維港的一小時平均風力錄得烈風是2003年颱風杜鵑（當時發出九號信號）。至於對上一次在八號信號時維港內錄得烈風程度的一小時平均風力已經是1995年強烈熱帶風暴海倫在香港東面50公里處掠過時錄得。方志剛接受報章訪問時表示，1997年至2006年期間天文台所發出共9次八號或以上信號中，天星碼頭的風力達到八號信號準則只有颱風約克及颱風杜鵑，它們都是正面吹襲香港的熱帶氣旋。而天文台在2007年回應立法會經濟事務委員會「就熱帶氣旋警告系統的修訂」的跟進時表示，在1997年至2006年期間，達到舊八號信號準則的熱帶氣旋有三個，就維港錄得烈風的持續性而言，除了颱風約克及颱風杜鵑外還有颱風維克托。但除了該三次外，尚有多次發出八號信號／懸掛八號風球。林超英所說的一直參考維港港內持續風力作發出信號／懸掛風球的唯一標準，根本明顯與事實不符。
按照現時預測途徑，派比安將於清晨最接近香港，但仍與香港相距超過三百公里，因此發出八號烈風或暴風信號機會不大。
以上是8月2日晚上的報告摘錄，當中暗示若颱風派比安在距離香港300公里範圍內掠過，天文台將需要考慮發出八號烈風或暴風信號。而8月3日早上派比安進入距離香港300公里範圍後，天文台只表示「港內風力有所增強，間中接近烈風程度」，仍不發出八號信號。以颱風派比安在最接近本港時，即香港之西南約260公里，已經處於派比安半徑300公里的烈風範圍內。加上當時廣泛地區受到烈風影響，連港內的啟德自動氣象站亦有錄得每小時65公里之10分鐘平均風速，達烈風程度，八號信號在當時是必須發出。
香港多份報紙社論質疑天文台從1973年沿用至今的熱帶氣旋警告制度是否過時，並引起此制度改革之討論。8月4日早上，台長林超英在港台節目《千禧年代》中表示，現有颱風信號制度只是一個數字，不能照顧所有市民，他建議市民自行到天文台網址查看各區風力、雨量等資料以決定是否外出，不應依賴警告訊號，並堅稱在事件上做法正確，沒有政治或商業考量；他又指現有風球制度已使用三十多年，市民的習慣難以改變。但事實上，大多數市民身為受僱的上班族，本身身不由己，只能以天文台的警告信號作為是否停工的唯一標準，僱主不會容許上班族依照林超英所言：「（在天文台沒有發出八號或以上信號時）不「依賴」警告信號，而憑天文台網頁的各區風力、雨量資料，就自行決定是否外出（往上班或外勤工作）。」故林超英這些不負責任的言論，更是火上加油，激發市民進一步猛烈炮轟；但林亦表示由於社會、商業市場、教育界、股市與公共交通機構均十分依賴天文台颱風信號的發出作指標，會檢討是否需要修訂強風信號的評級標準，而因此涉及社會諮詢、商界利益與僱主僱員立場不一等情況。
最後在同年年底，天文台就熱帶氣旋警告系統作全面檢討，並就三號及八號信號的發出準則作出修訂。不再單參考維港內的測風站，而是擴展至由8個能涵蓋全港風力的近海平面自動氣象站所組成的測風網絡，當8個參考自動氣象站有4個或以上錄得強風或烈風程度的10分鐘平均風速，便必須發出三號或八號信號。該8個參考自動氣象站為長洲、機場、西貢、啟德、青衣、濕地公園（在2013年被流浮山取代）、打鼓嶺及沙田。新措施在2007年開始實施。天文台亦承認根據新標準，派比安襲港時是應發出八號信號。事實上，派比安襲港期間，天文台8個參考自動氣象站全部錄得強風，當中4個錄得烈風，1個錄得暴風，符合新訂立的三號及八號信號標準。派比安帶來的風力是自2003年颱風杜鵑以來最強的。與杜鵑相比，流浮山的風力遠遠不及杜鵑（襲港時曾短暫吹颶風），機場風力亦比杜鵑遜色，打鼓嶺、沙田、青衣、啟德的風力則與杜鵑相若；但長洲風力比杜鵑明顯更強，西貢亦超越杜鵑帶來的風力。另外與2008年颱風黑格比相比，長洲的風力則與黑格比相若，甚至直逼颶風程度。風暴期間，長洲、西貢、機場、啟德、青衣、流浮山、打鼓嶺及沙田錄得最高10分鐘平均風速分別為每小時114、82、79、65、56、52、43及42公里。
天文台同時亦表示如套用經修訂的指標於1998至2006年所有令天文台懸掛／發出熱帶氣旋警告信號的熱帶氣旋，則懸掛／發出三號及八號信號的日數將稍為增加。
在新制度實施初期，天文台發出信號的態度仍較為嚴謹，如2007年熱帶風暴范斯高期間沒有因應中環碼頭、長洲、機場及西貢錄得強風而改發三號信號；在2008年颱風浣熊吹襲期間亦沒有因應長洲及機場錄得烈風而改發八號信號。直至2011年岑智明接任台長後，天文台發出信號的態度才漸趨開放及進取。

### 澳門
- 當地懸掛之最高熱帶氣旋信號：  八號東南風球
- 最接近當地時間：8月3日下午4時13分
- 最接近當地位置：澳門西南約200公里

澳門地球物理暨氣象局於8月1日上午10時半懸掛一號風球；並在8月2日下午6時正改掛三號風球，當晚9時派比安集結在本澳以南約310公里，氣象局表示會視乎風力實際變化考慮改變更高風球；8月3日上午9時半改掛八號東南風球。
對外交通方面，澳門往來香港的全部渡輪及直昇機航班於8點45分後停航，澳門國際機場30多班機都受延誤或取消。境內交通方面，三條跨海大橋上午11時起封閉，西灣大橋在10時半起開放下層行車，是首次因八號風球而開放行車。澳門巴士服務同時陸續開出尾班車。另外，有七間賭場暫停營業。
八號東南風球懸掛了18小時半，一度是懸掛時間最長的八號東南風球，但紀錄已於18年後被熱帶風暴獅子山之20小時所打破。8月4日凌晨4時地球物理暨氣象局改掛三號風球，並在同日下午3時30分除下所有風球。
澳門在懸掛八號風球期間，民防中心接獲250宗事故報吿，包括塌樹、廣吿招牌及建築棚架倒塌等；澳門區共120棵樹木折斷、83棵倒樹被鋸除；離島則有60棵樹木折斷枝條、101棵倒樹被鋸除。另西望洋馬路及氹仔雞頸馬路山泥傾瀉，至風球除下時（4日凌晨4時）始派出16輛清潔車清理家用垃圾。

#### 上班時間改掛八號風球
由於地球物理暨氣象局只在半小時前（即9時正）才預告9時30分改掛八號風球，上班族需同時下班回家，令公共交通工具、交通要道與西灣大橋下層負荷突增，接近癱瘓，中午前全澳主要道路嚴重擠塞，不少上班人士在當天致電澳門電台時事節目《澳門講場》以及在互聯網討論區投訴為何地球物理暨氣象局未能在一小時前預告將改掛八號風球，認為要為引發交通嚴重擠塞負責。
澳門地球物理暨氣象局局長馮瑞權解釋派比安當天凌晨突往偏北路徑實難預測其走向，但已在早上8點50分通過電台告知大眾，並強調因此縮短通知至民防中心的時間（由兩小時縮至一小時），但仍發生交通混亂，而澳門傳媒則指澳門地球物理暨氣象局處理突發事件仍未見成熟。但由於鄰近香港天文台在廣泛地區錄得烈風時，仍堅持只維持三號強風信號，拒絕發出八號信號，與澳門氣象局的表現有一個更強烈的對比，因此亦有不少澳門市民欣賞氣象局在派比安襲澳時的果斷及承擔。

#### 的士殺價
在八號風球懸掛後，兩間巴士公司所有路線及賭場客運專車相繼停駛後，陸上公共交通只有的士仍然維持服務。但8月3日當天，澳門各大傳媒報導很多沒有載客之的士故意不「埋站」接載乘客，的士站要10分鐘才有一輛的士接載，而接載也會「開天殺價」，價格飛漲數十倍之多，以關閘等候區為例：澳門半島上落收取額外100元（澳門幣，下同）附加費，最少也要50元；關閘往機場更高至200、300元（正常只需約60元），對此司機與候車客曾發生爭執。
由於政府沒有設定颱風下的士加價機制，按照「慣例」，八號風球期間只在原咪錶價錢上加收10至20元「附加費」而已，市民亦願意接受；但這次加幅之高前所未有，在電召服務「形同虛設」（沒人接聽電話）情況下，市民與旅客往往無奈接受。而政府沒有硬性規定颱風之下的士必須提供服務，的士司機可按自己意願決定與否上班。另外，的士業界指由於颱風期間接載乘客若發生任何事故，保險公司均不會作出賠償，因此才收取額外費用，保障自己。而的士業界則因個人安全問題不提倡颱風下開工。

#### 雨量
| 氣象站       | 信號懸掛期間總雨量(毫米) |
| ------------ | ------------------------ |
| 大潭山       | 162.0                    |
| 友誼大橋(南) |                          |
| 大砲台山     | 133.2                    |
| 九澳         | 155.8                    |
| 污水處理廠   | 136.8                    |
| 西灣大橋     |                          |

## 熱帶氣旋警告使用紀錄

### 香港
| 香港天文台 熱帶氣旋警告信號 | 香港天文台 熱帶氣旋警告信號 | 香港天文台 熱帶氣旋警告信號 |
| --------------------------- | --------------------------- | --------------------------- |
| 上一熱帶氣旋                | 一號戒備信號                | 下一熱帶氣旋                |
| 熱帶風暴拉華                | 一號戒備信號                | 強烈熱帶風暴寶霞            |
| 超強颱風珍珠                | 三號強風信號                | 熱帶低氣壓15W               |

### 澳門
| 地球物理暨氣象局 熱帶氣旋信號 | 地球物理暨氣象局 熱帶氣旋信號 | 地球物理暨氣象局 熱帶氣旋信號 |
| ----------------------------- | ----------------------------- | ----------------------------- |
| 上一熱帶氣旋                  | 一號風球                      | 下一熱帶氣旋                  |
| 熱帶風暴拉華                  | 一號風球                      | 強烈熱帶風暴寶霞              |
| 颱風珍珠                      | 三號風球                      | 熱帶低氣壓15W                 |
| 颱風伊布都                    | 八號東南風球                  | 颱風浣熊                      |
| 颱風杜鵑                      | 八號風球                      | 颱風浣熊                      |

## 外部連結
- （英文）https://web.archive.org/web/20090826230250/http://metocph.nmci.navy.mil/jtwc.php 聯合颱風警報中心首頁
- （繁體中文）http://www.cwb.gov.tw （页面存档备份，存于） 中央氣象局首頁
- （日語）http://www.jma.go.jp/jma/index.html （页面存档备份，存于） 日本氣象廳首頁
- （英文）http://www.pagasa.dost.gov.ph/ （页面存档备份，存于） 菲律賓大氣地球物理和天文管理局首頁
- （繁體中文）http://www.hko.gov.hk （页面存档备份，存于） 香港天文台首頁
- （繁體中文）http://www.smg.gov.mo （页面存档备份，存于） 澳門地球物理暨氣象局首頁